# 金蘭社
金蘭社とは、広島県福山市大門町にある団体で、主に福山市大門町にある厳島神社の祭りの運営などをしている。また、10月に秋の奉納祭を行う。
秋の祭りでは白いカッターシャツと黒ズボンで金蘭社カラーである黄色のハチマキをして千歳楽を担ぐ。千歳楽には男の子が2人乗り太鼓を局面にあわせ叩き大門町を朝から日が暮れるまで練り歩き独自の歌を歌いながら町内を活気づけている。
この行事の歴史は古く一説には明治維新より前から続く伝統行事となっている。
また同神社で行う前夜祭では催し物も多数あり賑わい露店には長い行列ができるほどである。